# Scrobigera glossatrix
Scrobigera glossatrix är en fjärilsart som beskrevs av John Obadiah Westwood 1881. Scrobigera glossatrix ingår i släktet Scrobigera och familjen nattflyn. Inga underarter finns listade.